# Гай Теренций Варрон
Гай Тере́нций Варро́н (лат. Gaius Terentius Varrō; умер после 200 года до н. э.) — римский политический деятель и военачальник, консул 216 года до н. э. Принадлежал к социальным низам и сделал карьеру демагога, став к 217 году до н. э. одним из руководителей демократического движения в Риме. В 218 году занимал претуру. Стал консулом в 216 году, в критический момент Второй Пунической войны. Вместе со своим коллегой Луцием Эмилием Павлом собрал огромную армию для решительной схватки с Ганнибалом и возглавил её в день битвы при Каннах, но противник смог окружить римлян, несмотря на их численное превосходство, и большей частью уничтожить. Гай Теренций спасся бегством с немногими спутниками.
В последующие годы Варрон продолжал участвовать в войне с Карфагеном. В 216—215 годах до н. э. в качестве консула и проконсула он командовал войсками в Апулии, в 215—212 годах — в Пицене. В 208—207 годах Гай Теренций с полномочиями пропретора подавлял антиримское движение в Этрурии. В 203 году он участвовал в дипломатической миссии в Македонию, в 200 году возглавлял посольство в Карфаген и Нумидию. В последующие годы он уже не упоминается в источниках.

## Биография

### Происхождение
Капитолийские фасты указывают преномены отца и деда Гая Теренция — Гай и Марк. При этом Гай Теренций-младший стал первым носителем когномена Варрон (Varrō). Источники сообщают о его «подлом» (низком) происхождении: согласно Ливию, Гай-старший был мясником, который сам разносил свой товар, «и сын прислуживал ему в этом рабском занятии». Валерий Максим тоже сообщает о мясной лавке и о том, что будущий консул «вскармливался в самом ничтожном окружении». Плутарх ограничивается указанием на то, что Варрон принадлежал к «малозначительному роду». Историки признают, что Гай Теренций был выходцем из социальных низов.

### Начало карьеры
Рождение Гая Теренция историки датируют приблизительно 250 годом до н. э. Его первые упоминания в источниках связаны с Иллирийской войной 229—228 годов до н. э. Примерно в эти же годы Варрон занимал должность монетария, а в дальнейшем, по словам Ливия, начал движение по cursus honorum: он занимал должности квестора, плебейского эдила, курульного эдила. Точные даты неизвестны, но Г. Самнер предположил, что это могли быть 222, 221 и 220 годы до н. э. соответственно. В карьере Варрону помогали накопленные его отцом деньги и талант оратора: он привлёк к себе внимание, произнося речи в защиту плебса и против знати.
В 218 году до н. э., в первый год Второй Пунической войны, Гай Теренций был претором. Он занял ещё более видное положение в составе римской элиты после того, как в битве у Тразименского озера (июнь 217 года до н. э.) погиб один из вождей плебса Гай Фламиний: эта смерть сделала Варрона, по словам И. Шифмана, «одним из руководителей демократического движения в Риме». Когда народный трибун Марк Метилий несколькими месяцами позже выступил с предложением уравнять в полномочиях диктатора Квинта Фабия Максима и начальника конницы Марка Минуция Руфа, Варрон единственным из сенаторов поддержал эту инициативу.
Выборы консулов на следующий год (216 до н. э.) вызвали резкий всплеск внутриполитической борьбы. Поражения, понесённые римской армией в Ганнибаловой войне, в очередной раз обнажили противоречия между знатью и широкими слоями плебса. На первую консульскую должность претендовали патриции Марк Эмилий Лепид, Луций Манлий Вульсон и Публий Корнелий Меренда, а также знатные плебеи Марк Элий Пет и Гай Атилий Серран. Но победу одержал Варрон; в этом ему помог народный трибун Квинт Бебий Геренний, приходившийся ему родственником. Тогда представители сенатской «партии» сплотились вокруг кандидатуры Луция Эмилия Павла, который благодаря этому стал вторым консулом. В результате коллегами стали люди с совершенно разными взглядами на то, как следует вести войну: если Варрон был за наступательную стратегию, то Павел вслед за Квинтом Фабием выступал за действия в обороне и выжидание.

### Кампания 216 года до н. э.
В историографии существует предположение, что на какое-то время в Риме победила идея разгромить Ганнибала в одном сражении. Об этом говорит мобилизация к лету 216 года до н. э. огромной армии, которая для оборонительной войны не была бы нужна. Полибий и Ливий сообщают о 86—87 тысячах воинов, а Плутарх — даже о 92 тысячах, помимо которых были ещё четыре легиона в Риме и в Галлии. Было решено, что консулы будут командовать армией попеременно, меняясь через день. Такое решение антиковед Е. Родионов считает доказательством того, что взгляды Павла и Варрона на способ ведения войны не различались так сильно, как это изображают источники: в противном случае для Луция Эмилия логичнее было бы настоять на разделении армии.
О кампании 216 года до н. э. известно не очень много. Полибий и Ливий предлагают две версии событий, предшествовавших битве при Каннах. Согласно Полибию, Ганнибал двинул свою армию к городу Канны в Апулии, и стоявшие здесь лагерем проконсулы обратились к сенату за инструкциями; сенат же направил на соединение с ними Павла и Варрона, получивших приказ дать генеральное сражение. При сближении двух армий произошёл ряд стычек, в которых перевес был на стороне римлян, но битва не начиналась из-за сдержанной тактики Луция Эмилия. В конце концов Ганнибалу, оказавшемуся запертым в долине реки Ауфид, удалось спровоцировать Варрона в день, когда последнему принадлежало командование, вывести римское войско из лагеря для боя.
Ливий пишет, что кампания началась с объединения двух римских армий — консульской и проконсульской. В случайной стычке римляне нанесли большие потери карфагенским фуражирам, но Луций Эмилий, боясь засады, остановил наступление. Позже Ганнибал, у которого заканчивалось продовольствие, действительно организовал засаду, но его замысел не удался из-за осторожности Павла, выславшего вперёд разведку, и из-за перебежчиков. Только тогда карфагенская армия ушла в Апулию, к Каннам, и здесь Варрон в первый же свой день командования переправил армию через Ауфид и начал битву.
Мнения по этому поводу в историографии расходятся: одни учёные считают более правдоподобной версию Полибия, другие — версию Ливия.

### Битва при Каннах

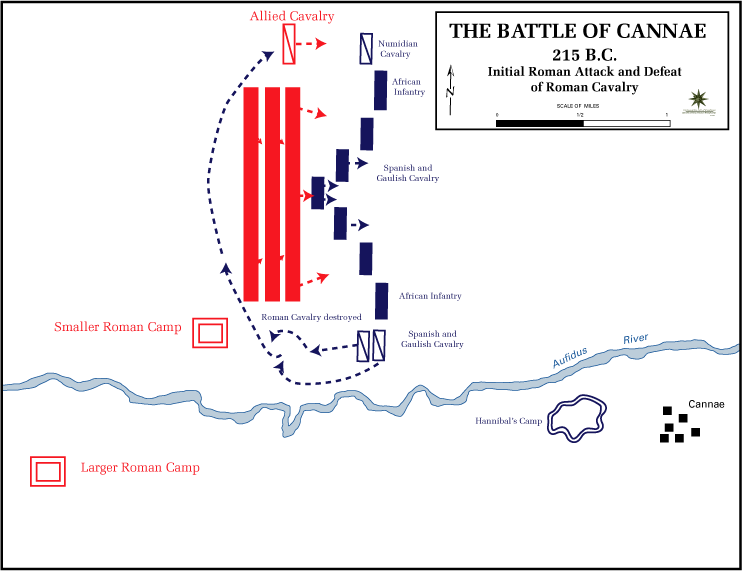
Битва при Каннах: атака римской армии

В сражении, состоявшемся 2 августа 216 года до н. э., у римлян был подавляющий перевес в пехоте (правда, две трети легионеров были новобранцами). На этом и был основан план битвы, составленный Варроном — возможно, при участии Луция Эмилия. Предполагалось раздавить противника атакой легионов, для чего была увеличена глубина построения и промежутки между манипулами были сделаны более узкими, чем обычно. В результате получилась не фаланга, а скорее колонна с огромной ударной мощью. Её фланги прикрывала конница, менее многочисленная и боеспособная, чем у противника: на правом крыле римляне, на левом — союзники.
Чтобы противостоять удару этой колонны, Ганнибал выстроил свою армию полумесяцем, направленным выпуклой стороной к противнику. При этом в центре стояли наиболее слабые части — галльская и иберийская пехота, а фланги занимали ливийцы и многочисленная конница. Всего в его войске было 50 тысяч человек (40 тысяч пехотинцев и 10 — кавалеристов) против 77 тысяч римлян.
Согласно Титу Ливию и Полибию, Гай Теренций командовал при Каннах левым флангом, согласно Аппиану — правым. Е. Родионов считает более правдоподобной версию Аппиана, поскольку в противном случае получается, что Варрон возглавлял конницу союзников, а не граждан.

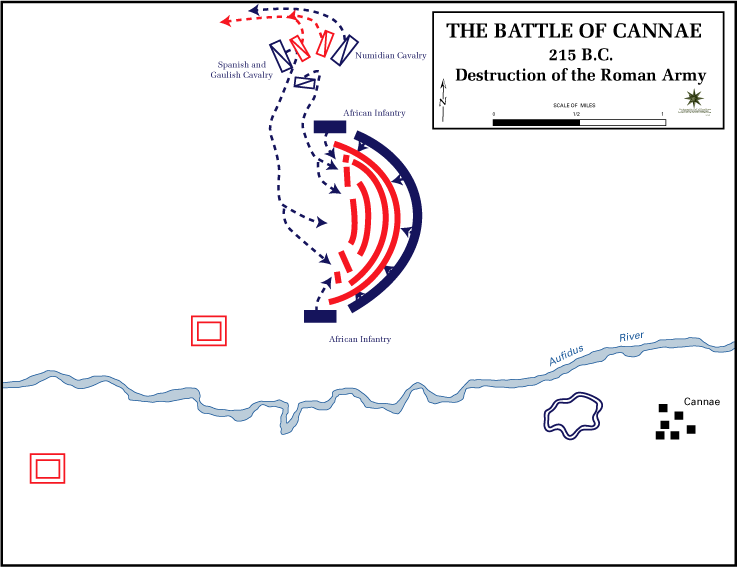
Битва при Каннах: уничтожение римской армии

Об участии Варрона в битве античные авторы практически ничего не рассказывают. Его коллега-консул в самом начале боя был ранен камнем, пущенным из пращи, но продолжил сражаться. Легионы прорвали оборону галлов и иберов и, преследуя их, угодили в тактический «мешок», где на флангах оказалась более сильная и практически нетронутая ливийская пехота. Тем временем конница Ганнибала разгромила римскую кавалерию и ударила легионерам в тыл. Это стало началом полного разгрома. Окружённые римляне были почти все перебиты. Источники сообщают о громадных потерях: у Орозия это 44 тысячи человек, у Ливия — 45 500 пехотинцев и 2700 всадников, у Плутарха — 50 тысяч убитых и 14 тысяч пленных, у Евтропия — 60 тысяч пехотинцев и 3500 всадников, у Полибия — 70 тысяч убитых пехотинцев, 5600 всадников и 10 тысяч пленных. Гай Теренций же смог спастись и ускакал в Венусию с семьюдесятью всадниками.

### После Канн
Уцелевшие в битве римские пехотинцы собрались в Канузии. Возглавившие их Публий Корнелий Сципион и Аппий Клавдий Пульхр связались с консулом, и тот вскоре тоже прибыл в Канузий; под его началом оказалось около 15 тысяч воинов. Отсюда Варрон направил доклад сенату. Сенаторы, предполагавшие до этого, что при Каннах погибли оба консула, отозвали Гая Теренция в Рим, передав командование над его людьми Марку Клавдию Марцеллу. Несмотря на страшное поражение, люди всех сословий вышли за город, чтобы встретить консула и поблагодарить за то, что он не бросил родину в беде.
Тем не менее никогда больше Гаю Теренцию не доверяли командование крупными армиями. Основные военные силы республики во второй половине 216 года до н. э. возглавлял диктатор Марк Юний Пера, а Варрона вскоре направили обратно в Апулию. Оттуда он ненадолго приезжал в Рим, чтобы назначить ещё одного диктатора — Марка Фабия Бутеона. По истечении консульского года Гай Теренций получил империй проконсула; позже сенат направил его в Пицен, где он стоял на защите границы во главе одного легиона. Его полномочия продлевались на 214 и 213 годы. Только в 212 году он передал свой легион претору Гаю Клавдию Нерону.
В 208 году до н. э. Варрон был направлен как частное лицо с полномочиями пропретора в Этрурию, где назревало восстание против Рима. Гай Теренций ввёл войска в город Арретий, бывший центром антиримского движения, и смог стабилизировать ситуацию; он оставался в Этрурии и в следующем году. В 203 году Варрон стал одним из трёх послов, направленных к царю Македонии Филиппу V, чтобы защитить от него греческие общины. В 200 году Гай Теренций возглавил посольство в Африку. Легаты сначала потребовали от карфагенян, чтобы те, выполняя условия мирного договора, выдали всех перебежчиков и нейтрализовали военачальника по имени Гамилькар, продолжавшего вредить Риму в Цизальпийской Галлии; затем римляне посетили царя Нумидии Массиниссу, которого поздравили с расширением владений и попросили поддержать Рим в новой войне с Македонией.
В том же году (200 до н. э.) Гай Теренций стал одним из трёх триумвиров, которым было поручено пополнить население Венусии, пострадавшей во время Ганнибаловой войны. Вместе с ним в этой комиссии состояли двое молодых патрициев, которым суждено было сделать блестящую карьеру, — Публий Корнелий Сципион Назика и Тит Квинкций Фламинин. В дальнейшем Гай Теренций уже не упоминается в источниках.

## Потомки
О детях Гая Теренция источники не сообщают. Предположительно его сыном был Авл Теренций Варрон, претор 184 года до н. э., а более отдалённым потомком — писатель и учёный Марк Теренций Варрон.

## Оценки
Все сохранившиеся источники содержат очень предвзятую характеристику Гая Теренция. Немецкий антиковед Ф. Мюнцер предположил, что современники не приписывали Варрону персональную ответственность за страшное поражение при Каннах, и только более поздние авторы сделали его едва ли не единственным виновником катастрофы. Это могло произойти под влиянием потомков политических противников Гая Теренция. При этом, согласно Мюнцеру, параллельно с лживой исторической традицией существовала более правдивая информация о Варроне, сохранявшаяся его потомками.
Тит Ливий создал в рамках «официальной сенатской версии римской истории» крайне тенденциозный и схематичный портрет Гая Теренция, который перешёл во все последующие тексты о битве при Каннах. В его изображении Варрон — выскочка и карьерист «подлого происхождения», который возвысился благодаря тому, что угождал «подлому люду» и «чернил доброе имя порядочных»; чтобы завоевать «благоволение легкомысленной толпы», он сознательно оскорбил диктатора Квинта Фабия Максима в 217 году до н. э., а потом, заискивая перед плебсом, добился консульства. Он якобы обвинял знать в том, что та «пригласила Ганнибала в Италию», и обещал плебсу перед отбытием в Апулию, что закончит войну полной победой в тот же день, когда увидит врага.